# مالکوم هالکس
مالکوم هالک (به انگلیسی: Malcolm Hulke) یک نویسنده و فیلمنامه‌نویس بریتانیایی است. وی تا به حال نویسندگی سریال مشهور بریتانیایی دکتر هو را نیز بر عهده داشته‌است.